# Pesmes
Pesmes je francouzská obec v departementu Haute-Saône v regionu Franche-Comté. V roce 2009 zde žilo 1 111 obyvatel. Je centrem kantonu Pesmes.
Ve městě stojí zámek s mohutnými hradbami a mnoho opěvněných historických domů z 15.-18. století.